# Vieux-Champagne
Vieux-Champagne település Franciaországban, Seine-et-Marne megyében. Lakosainak száma 190 fő (2022. január 1.). Vieux-Champagne Châteaubleau, Maison-Rouge, Saint-Just-en-Brie és Chenoise-Cucharmoy községekkel határos.

## Népesség
A település népessége az elmúlt években az alábbi módon változott:
| Lakosok száma | 185  | 189  | 191  | 190  | 190  | 189  | 189  | 189  | 190  |
|               | 2013 | 2015 | 2016 | 2017 | 2018 | 2019 | 2020 | 2021 | 2022 |